# قمر سعيد
قمر سعيد (مواليد 20 مايو 1971) لاعب كريكت بحريني. لعب في عام 2013 في دوري الكريكيت العالمي للدرجة السادسة.

## روابط خارجية
- قمر سعيد على موقع إي آس بي آن كريك إنفو (الإنجليزية)